# デトロヤ (通報艦)
デトロヤ（Détroyat, F 783）は、フランス海軍のデスティエンヌ・ドルヴ級通報艦4番艦。艦名は第二次世界大戦中、自由フランス軍に参加しシリアで戦死したマリー・アンドレ・ロベール・デトロヤ海軍少佐（Marie André Robert Détroyat）に由来する。

## 艦歴
「デトロヤ」は、DCNロリアン工廠で建造され1974年に起工、1976年1月31日、1977年5月4日に就役する。
バイヨンヌと命名都市の関係を結ぶ。「デトロヤ」は海外領土や経済水域の警備の他に、潜水艦部隊の支援や法執行活動および救難を担当し海洋における諸任務に当たる。
1976年11月19日、同月15日に亡くなった映画俳優ジャン・ギャバンの遺言に基き、火葬した後に遺灰をイロワーズ海に還した。葬送にはアラン・ドロンなどが参列していた。
1997年7月25日に退役する。